# Jonas Henriksson
Pär Johnas Hampus (Jonas) Henriksson, född 29 december 1976 i Säve församling, är en svensk före detta fotbollsspelare (anfallare). 

## Karriär
Han slog igenom i BK Häcken och gick senare till IFK Göteborg. Säsongen 2005 kom han tillbaka till Häcken. 
Henriksson gjorde mål efter åtta sekunder i en allsvensk match mot Halmstad den 9 maj 2010, vilket i en vecka var allsvenskans snabbaste mål genom tiderna (delat rekord med Bernt Karlsson, SAAB, 1973). Rekordet slogs dock redan den 16 maj 2010 av Daniel Mendes i Kalmar FF, som i en match gjorde ett mål efter 6,4 sekunder.
Henriksson slutade spela elitfotboll efter Allsvenskan 2012. Han gick därefter till division 3-klubben Grebbestads IF.

## Meriter
- Skyttekung i Superettan 2008.